# ダラーウェイン
ダラーウェイン (Dararweyne) はソマリランドのサナーグ地域にある町。北西の町エル・アフウェインとの関連が深い。2015年から2つの氏族間で死者が出る対立があったが、2019年にソマリランド政府関連機関の仲裁で和解した。

## 歴史

### 氏族間の闘争（2015-2019）
ダラーウェインの近くでは、ハバー・ジェロ氏族のBiicide支族と、ハバー・ヨーニス氏族のSacad-Yonis支族の間で対立が発生しており、2015年ごろからエル・アフウェインとダラーウェインを中心にたびたび激しい戦闘となった。
2016年1月、欧州連合は、ソマリランドがダラーウェインなどで死刑を執行したことに対して非難した。
2016年8月、ソマリランド議会議長のアブディラフマン・モハメド・アブドゥラヒは、ダラーウェインで戦闘をしている2氏族に平和を呼び掛けた。
2017年7月、ダラーウェイン地域の氏族間対立で、7人が死亡、20人が負傷した。ソマリランド国軍が介入して民兵の武装解除に成功した。
2018年1月、ダラーウェインで2つの氏族対立があり、15人が死亡、25人以上が負傷。
2018年2月、ダラーウェイン地区の女性が平和を求めるデモ。
2018年7月初め、ダラーウェインおよび近隣のエル・アフウェインではBiicide氏族とSacad-Yonis氏族の対立があり、ソマリランド軍が間に入っているが戦闘を完全には止められず、大規模な戦闘が始まる恐れがあると報じられている。
2018年7月中旬、ソマリランドの機関「平和と開発のためのアカデミー」の仲介で、対立する2氏族の和解が実現した。
2019年11月、エル・アフウェインとダラーウェインの住民が、4年間の戦闘を停止する和平協定を結んだ。
2020年9月、サナーグ地域長官がダラーウェインを訪問し、住民は歓迎。